# ميخائيل ويلسون (مخرج)
ميخائيل ويلسون (بالإنجليزية: Michael Wilson)‏ هو مخرج أمريكي، ولد في 1964 في الولايات المتحدة.

## وصلات خارجية
- مايكل ويلسون على موقع IMDb (الإنجليزية)
- مايكل ويلسون على موقع قاعدة بيانات برودواي على الإنترنت (الإنجليزية)